# Ugolin entouré de ses quatre enfants
Ugolin entouré de ses quatre enfants, ou simplement Ugolin, voire Ugolin et ses fils, est une sculpture de Jean-Baptiste Carpeaux, réalisée entre 1857 et 1861, à la villa Médicis à Rome.

## Description
Elle représente Ugolin della Gherardesca, tyran de Pise au XIIIe siècle, et ses quatre enfants, un homme connu pour son châtiment : il est enfermé dans une tour avec ses enfants et petits-enfants et condamné, par l'archevêque Ruggeri Ubaldini, à y mourir de faim. Elle s'inspire du 33e chant de l'Enfer de la Divine Comédie de Dante Alighieri. Carpeaux essaye d'y « exprimer les passions les plus violentes et y attacher la tendresse la plus délicate. Chaque enfant représente une étape vers la mort ».
La légende dit qu'Ugolin, ayant été le dernier à survivre, aurait mangé le corps des enfants morts près de lui. Il s'agit en fait d'une interprétation sans doute erronée de ce vers de Dante : « Poscia, piú che 'l dolor, poté 'l digiuno » (« Puis, la faim fut encore plus forte que la douleur » ou « Et puis ce que la douleur ne put, la faim le put ») qui semble indiquer que la faim plus que la douleur a causé la mort d'Ugolin. L'anthropophagie d'Ugolin n'est pas attestée par les contemporains. Cependant, Jacqueline Risset souligne l’ambiguïté de ce vers : « la faim tue Ugolino, ou, comme le veut une tradition tardive, l’amène à manger ses enfants. L’ambiguïté est entretenue dans le chant, comme l’a montré Borges, par la continuité des allusions cruelles à l’acte de manger ».

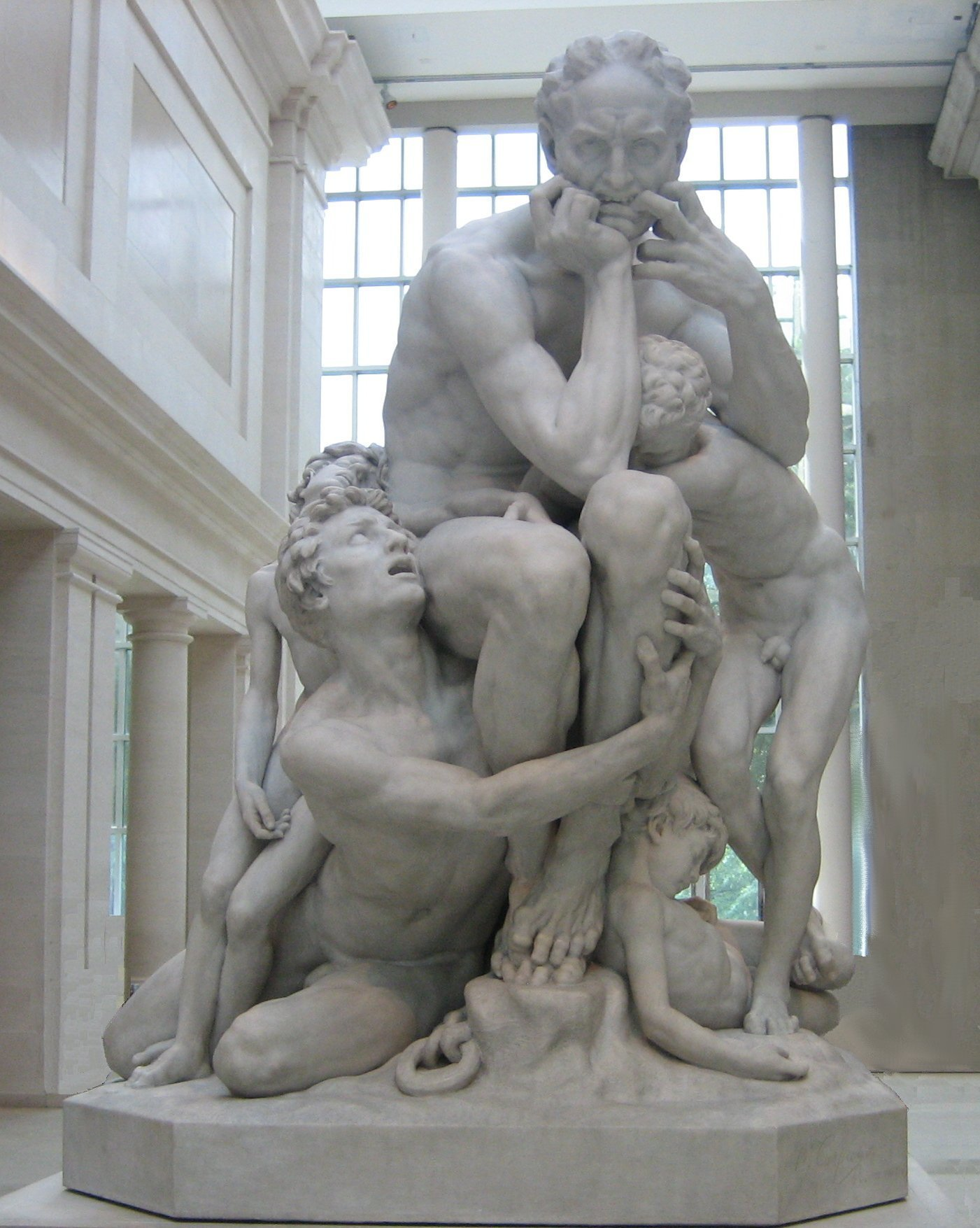
Ugolin entouré de ses quatre enfants, version du Metropolitan Museum of Art.

## Genèse
La figure d'Ugolin constitue le dernier envoi de Jean-Baptiste Carpeaux en tant que pensionnaire à la villa Médicis, à Rome. Il y représente le héros entouré de ses enfants, mais la proposition ne correspond pas aux demandes de l'Académie : une ou deux figures uniques plutôt qu'un groupe de personnages, une figure antique plutôt que médiévale et réalisable en une année. Carpeaux obtient cependant une dérogation en raison de l'intérêt que le sujet et ses dessins suscitent. Un premier modèle en terre cuite voit le jour en 1860, un plâtre en 1862, un bronze en 1863. Ce dernier a été exposé un temps au jardin des Tuileries, en face d'une réplique en bronze de Laocoon.
Une version en marbre est éditée en 1867, visible au Metropolitan Museum of Art de New York.